# Zamek Querfurt
Zamek Querfurt – zamek, który znajduje się w mieście Querfurt w powiecie Saalekreis, w kraju związkowym Saksonia-Anhalt. Jest jednym z największych średniowiecznych zamków w Niemczech.  Jest własnością okręgu Saale i stanowi przystanek na Szlaku Romańskim.

## Historia
Zamek jest usytuowany na wzgórzu w południowo-zachodniej części miasteczka Querfurt. Jego początki sięgają XI wieku, kiedy to wzniesiona została tu pierwsza warownia. Twierdza była rodową siedzibą właścicieli Querfurtu. Po wygaśnięciu głównej linii w 1496 r. zamek został skonfiskowany przez archidiecezję magdeburską i od tego momentu jego właściciele często się zmieniali. 
W kolejnych stuleciach była ona powiększana i przebudowywana. W czasie wojny trzydziestoletniej (1618-1648) twierdza była obszarem zaciekłych walk. W 1642 roku została zdobyta przez wojska szwedzkie i okupowana do 1650 roku. W 1663 roku książęta Saksonii-Kwerfurtu, którzy znajdowali się bezpośrednio pod panowaniem cesarskim, uczynili z kompleksu swoją rezydencję. W 1815 roku miasto wraz z zamkiem przypadło Prusom, po czym zespół zamkowy został przekształcony w majątek ziemski (landwirtschaftliche Domäne). 
Symbolem zamku są trzy masywne wieże. Na terenie zamku znajduje się też bardzo dobrze zachowana romańska kaplica zamkowa. Wokół zamku ciągną się wysokie mury obronne oraz kanały wyrąbane w skale o głębokości 18 metrów.
W 1952 roku w dawnym spichlerzu i zbrojowni otwarto Museum der Burg Querfurt. 